# Albany Devils
Albany Devils – amerykański klub hokejowy z siedzibą w Albany, występujący w rozgrywkach American Hockey League.
Został założony w 2010. Jest kontynuatorem klubów Lowell Lock Monsters (1998–2006) i Lowell Devils (2006–2010).
Pełni funkcję zespołu farmerskiego wobec klubu NHL, New Jersey Devils.
W przeszłości w mieście Albany w latach 1990-2010 istniał klub Albany River Rats.
Od 2012 jednym z trenerów w klubie został Siergiej Brylin.
- Rok założenia: 2010
- Barwy: czerwono-czarno-białe
- Trener: Rick Kowalsky
- Hala: Times Union Center

## Osiągnięcia
- Mistrzostwo dywizji: 1995, 1996, 1997, 1998
- Mistrzostwo w sezonie zasadniczym: 1995, 1996
- F.G. „Teddy” Oke Trophy: 1995
- Puchar Caldera: 1995